# Michal Škapa

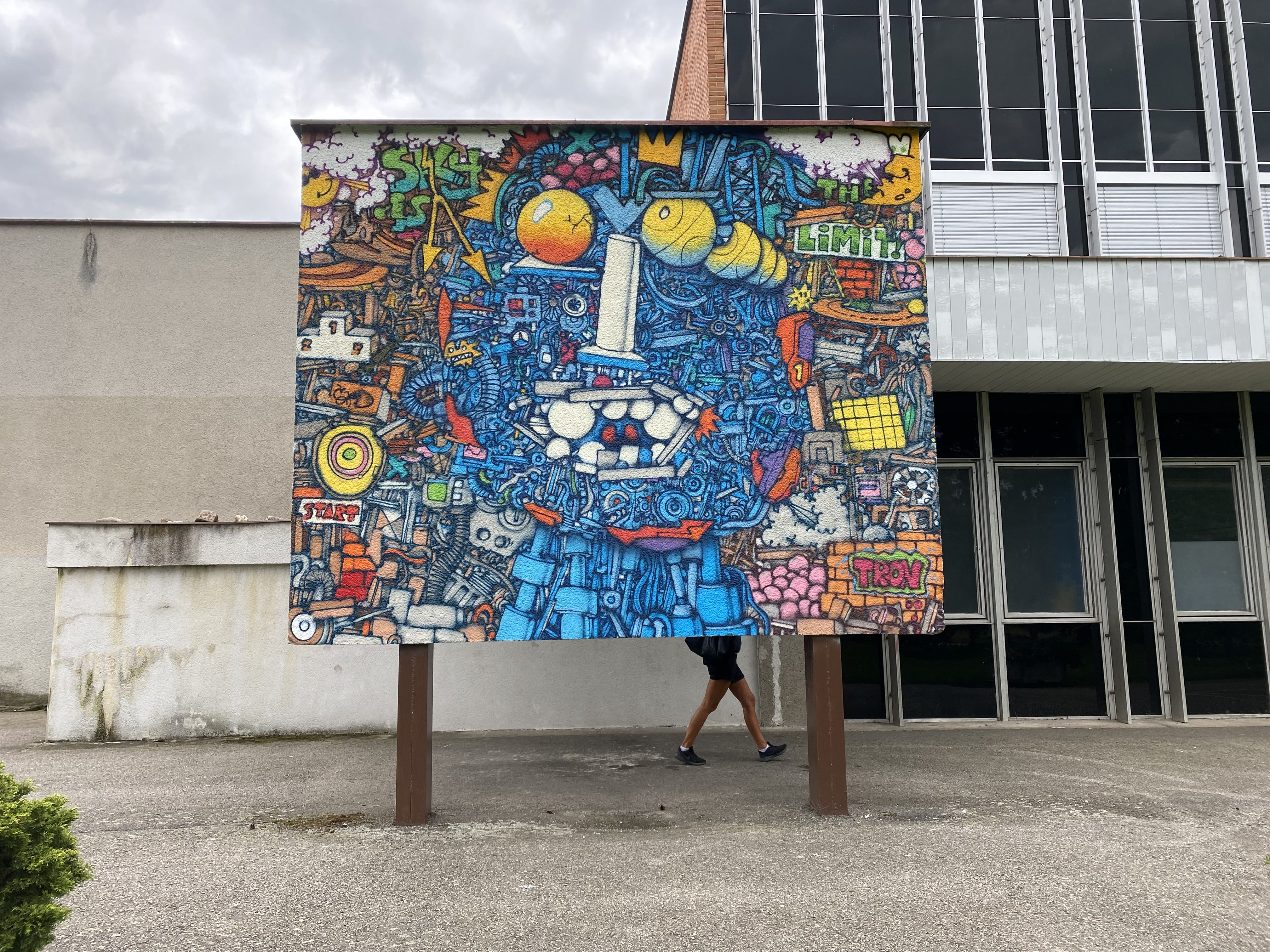
Hlava od Michala Škapy na sportovní hale v Českých Budějovicích (2021)

Michal Škapa (* 4. května 1978) je český výtvarný umělec, jehož počátky tvorby se nacházejí v kreativní grafice a ve veřejném prostoru v podobě graffiti. Vystřídal několik „nicků“, tedy writerských přezdívek, z nichž nejznámější jsou 2Rock, Key a Tron. V roce 2000 vyrazil spolu se Splashem a Romeem do Spojených států. Navštívili New York, kolébku graffiti, kde několika panely na newyorském metru a oneman barevným wholecarem prakticky vytvořili třešničku na dort své ilegální tvorby. Věnoval se mnoha grafickým činnostem (časopis Rooftop, Free Magazine, Upstream), vizuálům festivalů (mj. Names), knih a obalů CD. Později se začíná věnovat ateliérové tvorbě, v roce 2010 je jedním z vystavujících na světové výstavě Expo v Šanghaji, v pražské galerii Trafačka staví v roce 2011 svou první sólovou výstavu 00 NIC, dalšími důležitými výstavními projekty se staly výstavy Graffoman v Chemistry Gallery, Analfabet v Trafo Gallery (galerie Trafačka přestěhovaná do haly č. 14 v Pražské tržnici) a Babylon ve Ville Pellé. Pracuje v rozlišných médiích a formátech od realizace nástěnných maleb – muralů, akrylové rukopisné abstrakce, airbrushové figurativní kompozice, až po site-specific instalace a prostorové objekty. Je zakladatelem sítotiskové dílny Analog!Bros a blízkým spolupracovníkem labelu BiggBoss.

## Vybrané výstavy
- 2019 – DSK, Praha, DSC gallery
- 2019 – Neviditelná města, Praha, Acimboldo
- 2019 – Just Kids, Praha, The Chemistry gallery
- 2019 – Barter, Berlin, Urban Spree
- 2019 – Klikyháky, Plzeň, Depo 2015
- 2018 – Babylon, Praha, Villa Pellé gallery
- 2017 – Concrete Jungle, Praha, Pecka gallery
- 2017 – Crewní obraz, Jihlava, OGV
- 2017 – No More Crew, Berlin, Urban Spree
- 2017 – Analfabet, Prague, Trafo gallery
- 2016 – Approximator, Prague, DEPO gallery
- 2016 – Reverse, Prague, DSC gallery
- 2016 – Otisk hudby, Opava, Galerie Obecního domu
- 2016 – ArtSafari 31, Prague, Bubec studio
- 2016 – Vrakáč, Prague, Bubec studio
- 2016 – Otisk hudby, Prague, The Chemistry gallery
- 2015 – Trafology, Prague, Trafo gallery
- 2015 – Post-Apo, Prague, PopUp Studio
- 2014 – Graffoman, Prague, The Chemistry gallery
- 2014 – Art Safari, Prague, Atelier Bubec
- 2013 – TPCArt, Kutná Hora, GASK!
- 2013 – Pixa, Kutná Hora, GASK!
- 2013 – The Bus Can Swim, Praha, A.M. 180
- 2012 – Ruka ruku myje, Brno, Galerie Aula – FaVU
- 2012 – Stuck on the City, Prague, City Gallery Prague – Municipal Library
- 2012 – Wall to Wall, Cheb, GAVU
- 2012 – Art Prague, Prague, Manes
- 2011 – Paty pres devaty, Prague, Trafo Gallery
- 2011 – SLASH / An International Survey of Contemporary Collage, Laguna Beach/CA, CES/FA
- 2011 – Michal Škapa – The Great Adventures Of Mr. Spray, Warsaw/Poland, V9 Gallery
- 2011 – Michal Škapa – 00 NOTHING, Prague, Trafo Gallery
- 2011 – Can You Dig It?, Brussels/Belgium, Prague house
- 2011 – Boutique, Prague, The Chemistry Gallery
- 2010 – Metropolis, Prague, DOX
- 2010 – Berlin Meeting, Berlin/Germany, Czech Embassy
- 2010 – 24th International Biennale of Graphic Design, Brno 2010, Brno, Moravian Gallery
- 2010 – Corners, Shanghai, Peking/China, Source
- 2010 – Metropolis, Shanghai/China, EXPO 2010, Czech Pavilion
- 2009 – Les Praguois: Prague – Paris Streetart Workshop, Paris/France, Czech Center, Paris
- 2009 – Write the Wall, Berlin/Germany, Standort Heidestrasse
- 2008 – Names Festival, Prague, MeetFactory
- 2008 – City Celebrities, Brno, Moravian Gallery, Brno
- 2007 – Street Art Prague, Prague, Galerie Školská 28
- 2005 – The European Street, Brussels/Belgium, La galerie du moment
- 2004 – Infiltrace04, Liberec, Regional Gallery
- 2003 – Violated Subconscious, Prague, subway vestibule at Dejvická station